# Pierre Barbaud
Pour les articles homonymes, voir Barbaud.
Pierre Barbaud, né le 10 octobre 1911 à Saint-Eugène, aujourd'hui Bologhine, en Algérie, et mort le 10 septembre 1990 à Nice est l'inventeur de la musique algorithmique. Il est le premier en France, le second au monde après Lejaren Hiller, à utiliser systématiquement l'ordinateur pour la composition musicale, avec des œuvres comme Factorielle 7 (1960) ou Saturnia Tellus (1980).

## Biographie
Pierre Emmanuel Barbaud est né le 10 octobre 1911 à Saint-Eugène, dans la banlieue d'Alger. Son père, Alexandre, est astronome à l'observatoire d'Alger à Bouzaréah. Il est l'aîné de quatre enfants. La famille vit quelques années aux Andelys (Eure) à partir de 1916-1919, période dont il garde toute sa vie un souvenir vivace et reconnaissant. Il prétendra même être né dans cette ville. Entre les deux guerres, les Barbaud s'installent à Robinson en Seine-et-Oise (actuellement Hauts-de-Seine, à partir de 1926 vraisemblablement). Pierre fait ses études de lettres classiques à la Sorbonne parallèlement à des études de piano et de composition avec Alexandre Tcherepnine (1899-1977) au Conservatoire russe de Paris.
En 1939, il est mobilisé puis démobilisé en 1940. Au cours d'une permission en juin 1940, il épouse Lucie Caroline Eisenhardt, danoise d'origine italienne (Montefalcone, 1914 - décédée à Saint-Cloud le 20 juillet 1989). Ils choisiront de ne pas avoir d'enfants. Il se lie d'amitié avec le poète André Frédérique avec qui il partage la paternité du  mot "ringard" (ca.1941). En 1943, il obtient un poste de bibliothécaire au département de la musique de la Bibliothèque nationale sous la direction du musicologue médiéviste Guillaume de Van auquel il voue une grande admiration. Il y consulte abondamment les traités théoriques anciens et contemporains. Il y rencontre aussi Roger Blanchard qui, à l'époque, dirige un chœur professionnel. Il reste à ce poste jusqu'en 1947.
Il est alors nommé professeur de musique à l'Institut national des sports, où il réalise et fait chanter de nombreux arrangements de chants traditionnels ou non (dont un arrangement pour double chœur de L'Internationale) et réalise des traductions (danois, allemand, et italien) et des chroniques musicales dans l'hebdomadaire féminin Elle sous le pseudonyme de Claude Emmanuel. Il poursuit ainsi une carrière de compositeur commencée quelques années plus tôt (Quatuor à cordes en 1941, Concertino da camera en 1944, Six pièces pour piano en 1946, Symphonie « Carmen », un deuxième Concertino da camera et Deux pièces pour piano et ondes Martenot en 1947). Ces œuvres sont, le plus souvent, de style néo-classique et les titres ironiques font penser à Satie : Cinq minutes de mauvaise musique (1949), Prélude pouvant également servir de postlude (1950).

## Premières musiques de film
Ses premières musiques de film datent de 1948 (Sport et parapluies, André Michel et Malfray, Alain Resnais). Cette activité s'intensifiera dans les années cinquante au point de constituer sa principale source de revenus. Il compose la musique de films de cinéastes aujourd'hui reconnus comme Chris Marker (Dimanche à Pékin en 1956, Lettre de Sibérie en 1958), Alain Resnais (Le Mystère de l'atelier 15, 1957), Agnès Varda (La Pointe courte, 1955). Il poursuit parallèlement une intense activité d'autodidacte, en particulier dans le domaine de l'arithmétique et du calcul des probabilités mais aussi des langues étrangères.
Il composera en 1962 la musique du film Les Abysses , puis en 1967, celle du film Les Pâtres du Désordre de Nikos Papatakis.
En 1957, il publie, dans la collection Solfèges, un ouvrage sur Haydn.

## 1958
Au milieu de l'année 1958, il a l'idée d'utiliser le calcul des probabilités pour alléger les contraintes de ce travail harassant. Il s'associe dès 1958 avec son ami Roger Blanchard, et Janine Charbonnier, pianiste et compositrice, qui est l'épouse de Georges Charbonnier, producteur d'émissions culturelles à la RTF. Plusieurs personnalités s'intéressent à ses travaux comme le linguiste Brian de Martinoir et le Dr Rœsch, qui était à cette époque directeur adjoint du CREDOC.

## GMAP
Ils fondent le Groupe de musique algorithmique de Paris (GMAP) sous l'égide duquel ils présentent le premier concert de musique algorithmique dans le cadre d'un festival d'art au musée Rodin à Paris à la fin du mois de juin 1959. À cette occasion se joindront au groupe le compositeur Lalan et Brian de Martinoir pour un programme centré autour de thèmes animaliers. La première partie de ce concert est consacrée à des œuvres chorales de la Renaissance dirigées par Roger Blanchard. La seconde aux œuvres algorithmiques du GMAP. À cette époque, quelques artistes d'avant-garde avaient coutume de se réunir autour de Myriam Prévot qui tenait une galerie d'art, la Galerie de France, sur l'île Saint-Louis. Autour de la table, les habitués sont Pierre et Lucie Barbaud, Janine et Georges Charbonnier mais aussi des peintres comme Zao Wou Ki ou Gustave Singier. Cette période assez brève fut pourtant fondatrice pour Pierre Barbaud, parallèlement à l'apprentissage de la « science informatique » qu'il poursuit à la Compagnie des Machines Bull, place Gambetta à Paris. Les œuvres de cette époque sont calculées à l'aide de programmes réalisés sur un ordinateur BULL "Gamma 3" puis sur un "Gamma 60". Ce seront : Souvenirs entomologiques (1959), Factorielle 7 et Imprévisibles nouveautés(1960) pour un court-métrage documentaire de Frédéric Rossif, Réseau aérien avec Janine Charbonnier pour un poème radiophonique de Michel Butor (1962), Nonetto in forma di triangolo (1964). Néanmoins, Roger Blanchard se détache du groupe progressivement pour poursuivre sa carrière de chef de chœur. Quelques œuvres vont encore voir le jour en collaboration avec Janine Charbonnier comme La Varsovienne (1965).

## Les «années Bull»
Ainsi, de 1959 à 1975, le compositeur se fait une place dans les locaux de la Compagnie des Machines Bull, qui devient Bull General Electric en 1964, puis Honeywell Bull en 1970 et enfin CII Honeywell Bull en 1975. Admis à titre gracieux à utiliser le calculateur disponible au siège de la société, Pierre Barbaud participe à la promotion du groupe industriel par des conférences, en interne ou à l'extérieur, les concerts et les articles dans la presse.
En 1963, il écrit un ouvrage sur Schoenberg, qui ne sera publié qu'après sa mort, en 1997.
Deux de ses œuvres les plus novatrices, avec des algorithmes laissant une part d'intervention importante à l'aléatoire sont jouées lors de la semaine Sigma de Bordeaux, successivement, en 1965 et 1966.
Il va se situer, à cette époque, au cœur d'une rivalité étrangère, en principe, au monde artistique mais qui deviendra révélatrice d'une certaine politique de l'art en France à cette époque : en 1961-1962, Iannis Xenakis achète du temps de calcul à la compagnie IBM pour réaliser la série des œuvres ST/48, ST/10 et ST/4. Cette rivalité se déplacera ensuite sur le terrain médiatique, mais Pierre Barbaud entretiendra toujours avec le compositeur d'origine grecque des relations courtoises.
Son travail est proche de celui que Vera Molnar et Manfred Mohr, à cette époque, entreprennent en peinture. Il collabore aussi avec le compositeur et chef d'orchestre Pierre Mariétan.
Les difficultés financières de la CII Honeywell Bull auront raison du projet 'Musique algorithmique' à la Bull et le compositeur usera de ses connaissances pour trouver, à l'Institut de recherche en informatique et automatique (IRIA devenu, en 1979, l'INRIA), une situation proche de celle qu'il quittait. Il y est chef de projet et s'entoure de deux collaborateurs, l'informaticienne Geneviève Klein et l'ingénieur électronicien Frank Brown. Comme un écho au GMAP des années soixante, ils fondent le groupe BBK (pour Barbaud Brown Klein) qui signera collectivement presque toutes les œuvres à partir de ce moment.

## Les «années INRIA»
Les années INRIA sont celles des œuvres sur bande dotées de titres en latin, langue qu'il manie couramment. Ce seront Terra ignota ubi sunt leones en 1975, Vis terribilis sonorum en 1976, Saturnia Tellus en 1980.
Dans les années soixante-dix, à une époque où la présence de l'informatique dans la société fait l'objet d'un débat, à qui lui dit qu'il est impossible qu'un ordinateur fasse un jour aussi bien qu'un être humain, Pierre Barbaud a coutume de répondre qu'il est impossible à un être humain de faire aussi bien qu'un ordinateur.
Profondément affecté par le décès de son épouse Lucie en 1989, il abandonne rapidement toute activité et décède à son tour le 10 septembre 1990, près de Nice. Son travail résolument avant-gardiste a influencé de nombreux artistes comme Philippe Manoury ou Manfred Mohr,,.

## Publications
- Correspondance, Volume 1, préface de Marc Battier, Éditions Delatour France, coll. « Pensée musicale », dirigée par Jean-Michel Bardez, 2013  (ISBN 978-2752100955)
- Haydn, Le Seuil, coll. Solfèges, 1957 [réédité en 1990,  (ISBN 978-2-02-000226-4)]
- Initiation à la composition musicale automatique, Dunod, 1965
- La musique, discipline scientifique : introduction élémentaire à l'étude des structures musicales, Dunod, 1968
- Vademecum de l'ingénieur en musique, édition établie par Rémi Lengagne, Springer-Verlag, 1993  (ISBN 978-3540596141)
- Schoenberg, préface d'André Riotte, coll. « Musique, mémoire », Éditions de la Main d'œuvre, Nice, 1997  (ISBN 978-2911973017)

## Acteur
Pierre Barbaud a également joué dans quelques films dont :
- 1959 : Hiroshima mon amour, d'Alain Resnais : le père
- 1961 : L'Année dernière à Marienbad, d'Alain Resnais : un personnage de l'hôtel
- 1966 : La guerre est finie, d'Alain Resnais : un client du café
- 1968 : Je t'aime, je t'aime, d'Alain Resnais (non crédité) : Levino, le technicien à lunettes